# Copa Equador
La Copa Equador, oficialment Copa FEF Ecuador, és una competició de futbol per eliminatòries de l'Equador, organitzada per la Federació Equatoriana de Futbol. La seva creació fou aprovada el 18 de maig de 2018.
Existí un precedent de la competició l'any 1970 en la qual participaren tres clubs: Barcelona, El Nacional i Everest, vençuda per Nacional.

## Historial
| Any       | Campió                                    | Resultat                                  | Finalista                                 |                                           |
| --------- | ----------------------------------------- | ----------------------------------------- | ----------------------------------------- | ----------------------------------------- |
| 1970      | El Nacional (1)                           | lligueta                                  | Barcelona SC                              |                                           |
| 1971-2018 | No es disputà                             | No es disputà                             | No es disputà                             | No es disputà                             |
| 2019      | LDU Quito (1)                             | 2–0, 1–3 (g.c.c.)                         | Delfín SC                                 |                                           |
| 2020      | Cancel·lat per la pandèmia de la COVID-19 | Cancel·lat per la pandèmia de la COVID-19 | Cancel·lat per la pandèmia de la COVID-19 | Cancel·lat per la pandèmia de la COVID-19 |
| 2021      | Cancel·lat per la pandèmia de la COVID-19 | Cancel·lat per la pandèmia de la COVID-19 | Cancel·lat per la pandèmia de la COVID-19 | Cancel·lat per la pandèmia de la COVID-19 |
| 2022      | Independiente del Valle (1)               | 3–1                                       | 9 de Octubre FC                           |                                           |
| 2023      | No es disputà                             | No es disputà                             | No es disputà                             | No es disputà                             |
| 2024      |                                           |                                           |                                           |                                           |